# يان إدموندز
يان إدموندز (بالإنجليزية: Ian Edmunds)‏ هو مجدف أسترالي، ولد في 25 أغسطس 1961.

## وصلات خارجية
- يان إدموندز على موقع الاتحاد الدولي للتجديف (الإنجليزية)
- يان إدموندز على موقع اللجنة الأولمبية الدولية (الإنجليزية)
- يان إدموندز على موقع أوليمبيديا (الإنجليزية)
- يان إدموندز على موقع اللجنة الأولمبية الأسترالية (الإنجليزية)